# Ceraleptus americanus
Ceraleptus americanus är en insektsart som beskrevs av Carl Stål 1870. Ceraleptus americanus ingår i släktet Ceraleptus och familjen bredkantskinnbaggar. Inga underarter finns listade i Catalogue of Life.